# Snurrevod
Snurrevoddet er en dansk opfindelse og betegnes derfor også "Danish Seine", men også "anchor dragging". Fiskemetoden stammer fra 1848 og tilskrives Limfjordsfiskeren Jens Væver. Snurrevoddet var en videreudvikling af dybvoddet.
Snurrevoddet, som kom til at udkonkurrere de andre typer, udsættes ved, at man fra en båd kaster et anker med en bøje, fastgør et vodtov til bøjen, sejler vodtovet ud i en lige linje, kaster selve vodposen og sejler det andet vodtov ud i en vinkel på 90 grader eller mere i forhold til det første. Når der ikke er mere tov om bord, gøres det fast til kutteren, og man begynder at slæbe tovet op til bøjen. Båden fortøjes til ankeret og tovet hales ind og til sidst bjærges voddet. Man lader ankeret blive liggende og næste træk lægges sådan, at man ikke overlapper det område, man allerede har fisket på. På den måde kommer man til at "snurre" kompasset rundt omkring ankeret, hvoraf fiskeriet og voddet efter sigende har fået sit navn.
Før motorens indtog i fiskeriet blev snurrevoddet halet ind med håndspil, hvilket var et kolossalt slid. I dag hales kilometerlange vodtove uden besvær op via spil og tovet bliver derefter kørt op på hydraulisk drevne tovtromler. Faktisk var de første motorer, der blev anvendt i fiskeriet, netop beregnet til at hale snurrevoddet med, men man fandt snart på at lade dem trække en skrue ved hjælp af en art cykelkæde. Før tovtromlernes tid brugte man en "stopmaskine", som kvejlede tovene op.
Snurrevodsfiskeri kræver relativt lavt vand (under 80 favne) og sand- eller grusbund, hvilket der er meget af rundt om Danmark. Redskabet kan ikke anvendes, hvor der er ”hold” på bunden i form af f.eks. store sten og skibsvrag.
Snurrevodsfiskeri anses for at være et skånsomt fiskeri, både for fiskene, havbunden og miljøet. Fiskene opholder sig kun kort tid i voddet og kan landes levende. Brændstofforbruget ved snurrevodsfiskeri er betydeligt mindre end ved andre former for fiskeri, som f.eks. trawling.
Det søgående snurrevodsfiskeri foregik i begyndelsen med sejlkuttere, hvor voddet blev sat fra en robåd, snurrejollen, mens kutteren lå opankret. Omkring år 1900 blev skibsmotorer almindelige og snurrevodskuttere med store motorer helt op til 25 hk eller mere blev betegnet ”hajkuttere”. Betegnelsen skyldtes dels deres effektivitet men også de i stille vejr kunne nærme sig andre skibe med et truende, grinende brus for boven.
I dag består den danske snurrevodsflåde af mindre fartøjer med mindre motorer, idet fiskemetoden ikke kræver stor maskinkraft. En undtagelse herfra er "fly shooting" eller "Scottish Seine", hvor fartøjet sejler fremad i stedet for at ankre under indhivningen. Sidstnævnte metode praktiseres dog kun af få danske fiskeskibe.

## Ekstern henvisning
- Skagen Havneguide: Snurrevod
- Dansk Fiskerimuseum på Kattegatcentret: Animationer af snurrevod
- Fiskericirklen om snurrevod Arkiveret 28. september 2007 hos  Wayback Machine  (dødt link)
- Gunnar Jakobsen: "Snurrevodsfiskeri – et tilbageblik" (Sjæk’len 2005. Årbog for Fiskeri- og Søfartsmuseet, Saltvandsakvariet i Esbjerg, Esbjerg 2006, s. 81-90) Arkiveret 5. marts 2016 hos  Wayback Machine